# 林登 (黑森州)
林登（德語：Linden，發音：[ˈlɪndn̩] ⓘ）是德国黑森州吉森行政区吉森县的城市，面积22.77平方千米，2023年12月31日人口为13,631人。